# Drosophila phalerata
Drosophila phalerata este o specie de muște din genul Drosophila, familia Drosophilidae, descrisă de Johann Wilhelm Meigen în anul 1830. Conform Catalogue of Life specia Drosophila phalerata nu are subspecii cunoscute.